# Hippotion celerio
La esfinge de banda plateada (Hippotion celerio) es una especie de lepidóptero ditrisio de la familia Sphingidae que vive en África, sur de Europa, centro y sur de Asia, Indonesia, Australia y Nueva Zelanda. Mide entre 28-35 mm. El cuerpo y las alas delanteras del adulto son pardas, ocres o aun verdosas, con puntos y rayas plateadas. Las posteriores son de color rojo cerca del tórax y se van volviendo rosadas para acabar en pardo con rayas negras en el extremo. 
Las larvas suelen ser verdes, amarillo-verdosas o marrones con una raya oscura en el medio del dorso y una raya dorso-lateral color crema desde el quinto segmento hasta el cuerno. Poseen un cuerno largo y derecho al final del abdomen. Poseen también una mancha con forma de ojo de color verde y amarillo. Se alimentan de hojas de vid, Impatiens, Cissus y Arum.

## Distribución
Se encuentra en África y en Asia central y sur (India, Sri Lanka) y es migratoria hasta el sur de Europa y Australia.

Distribución. Es difícil delimitar el rango de los migratorios y residentes permanentes en África del norte y en Europa

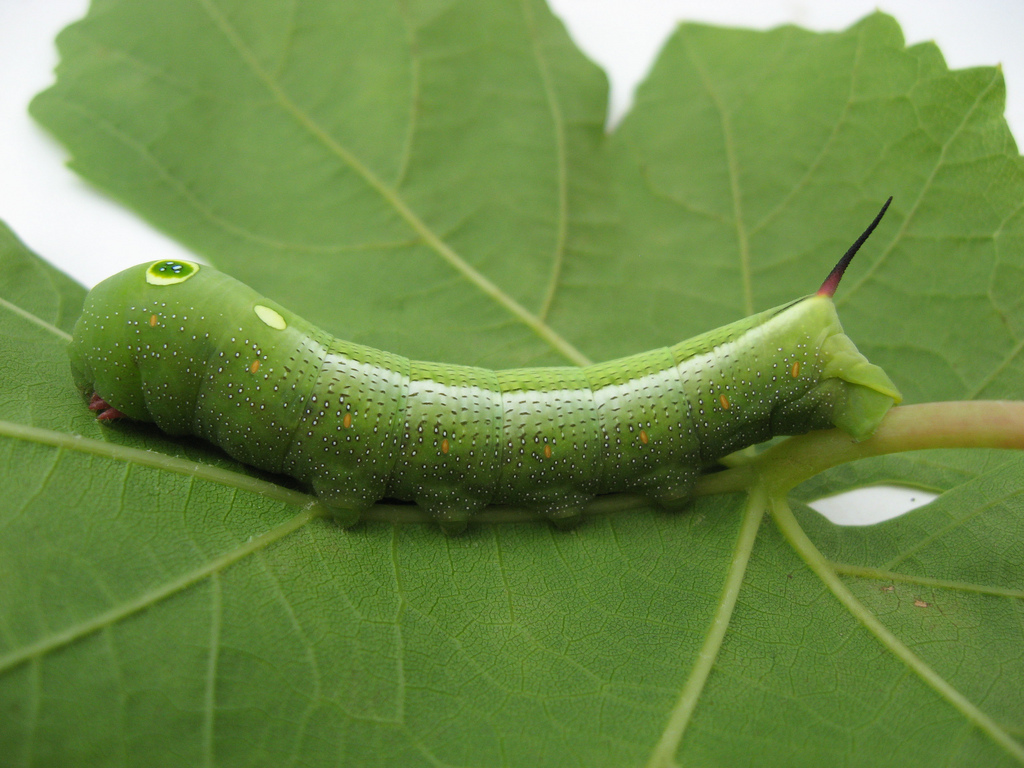
Oruga
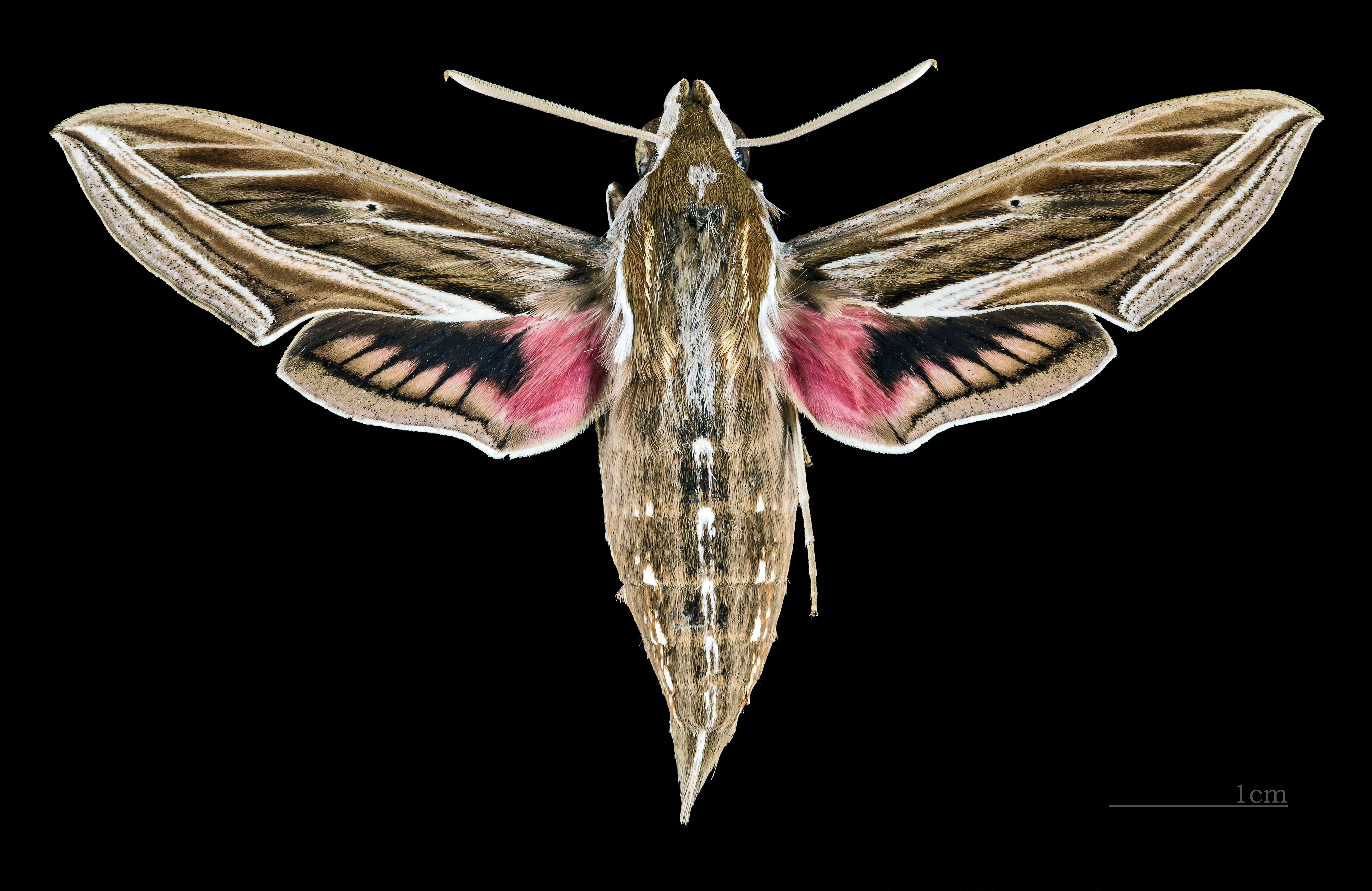
Hippotion celerio ♂
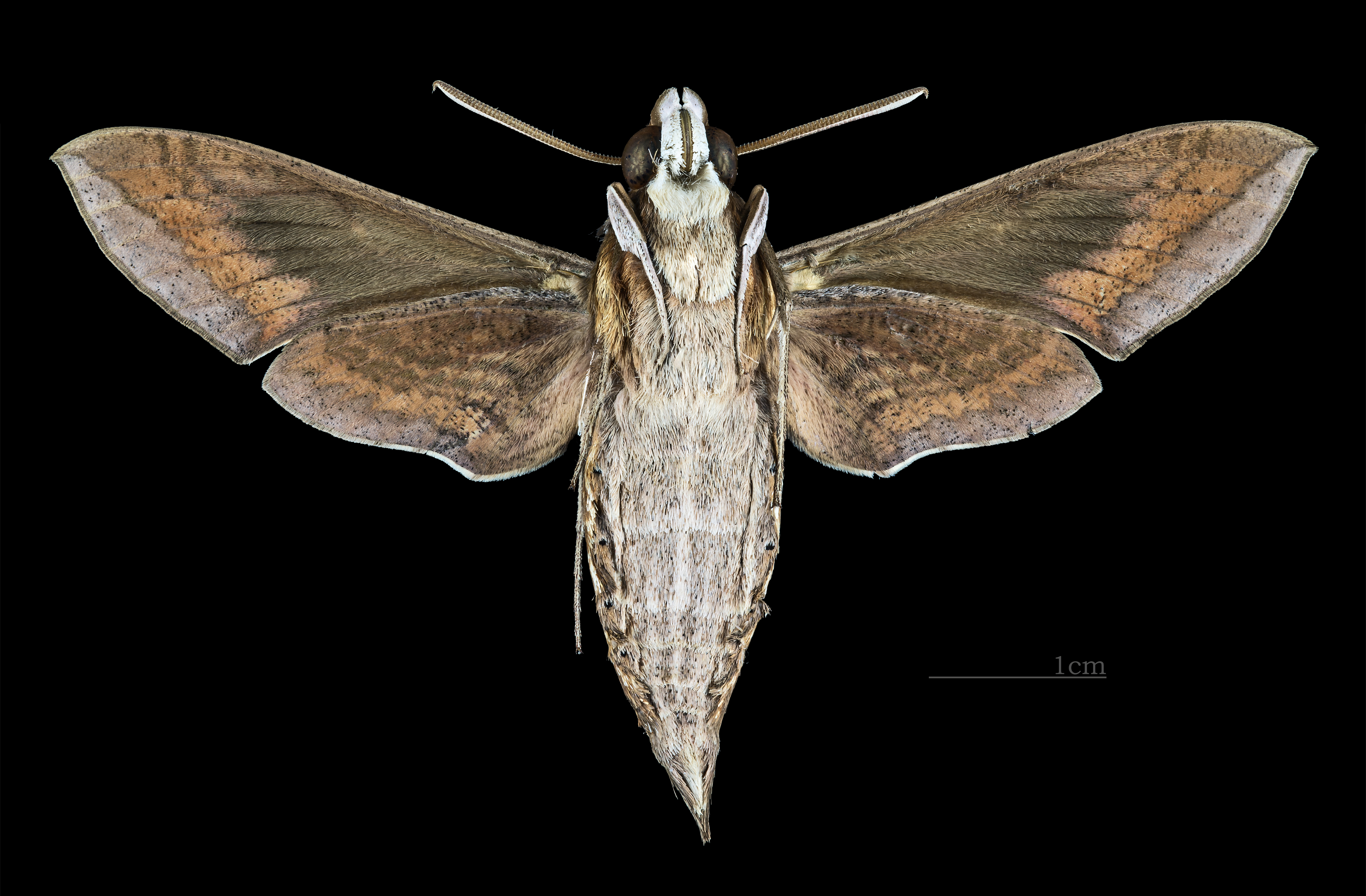
Hippotion celerio  ♂ △
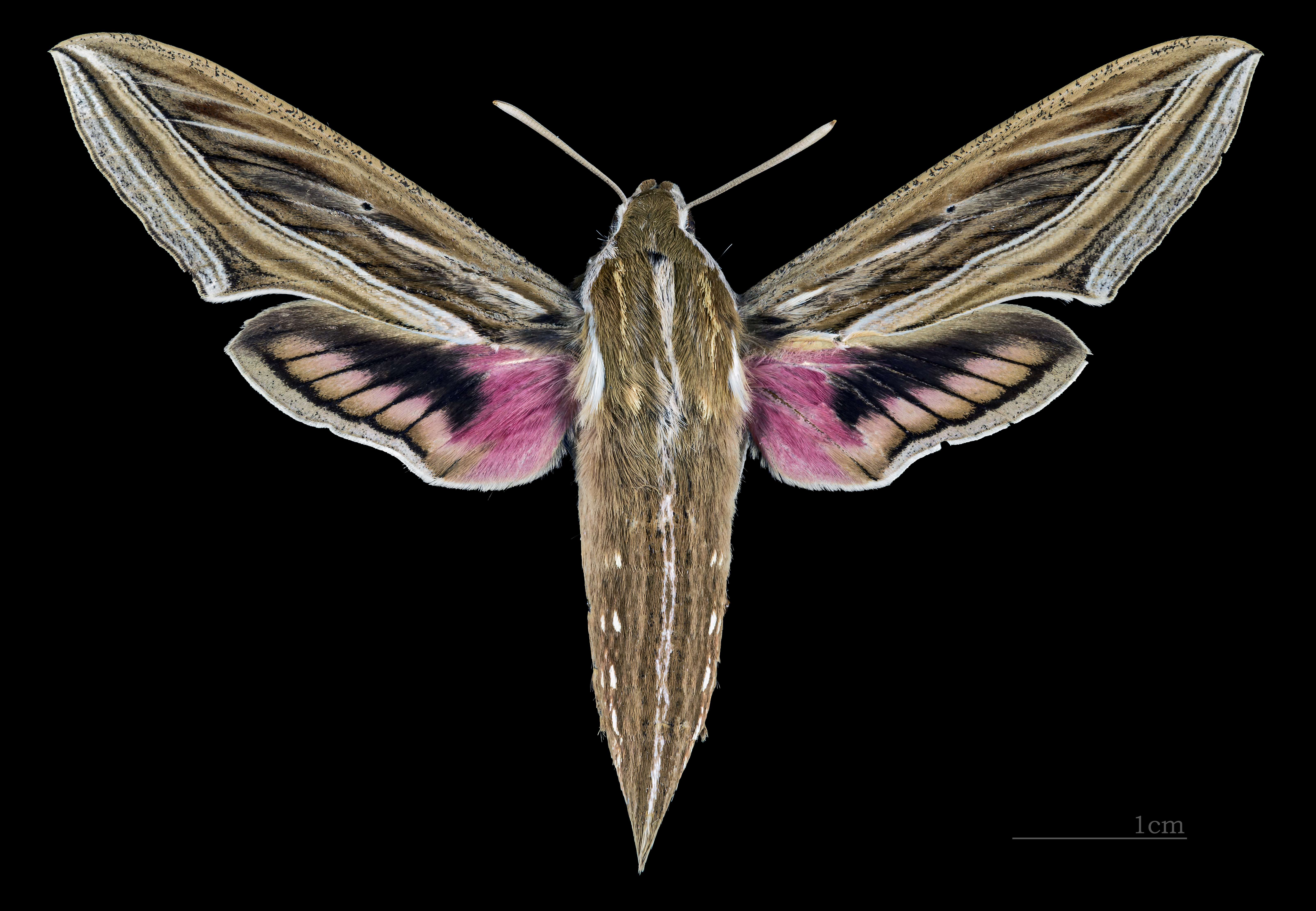
Hippotion celerio ♀
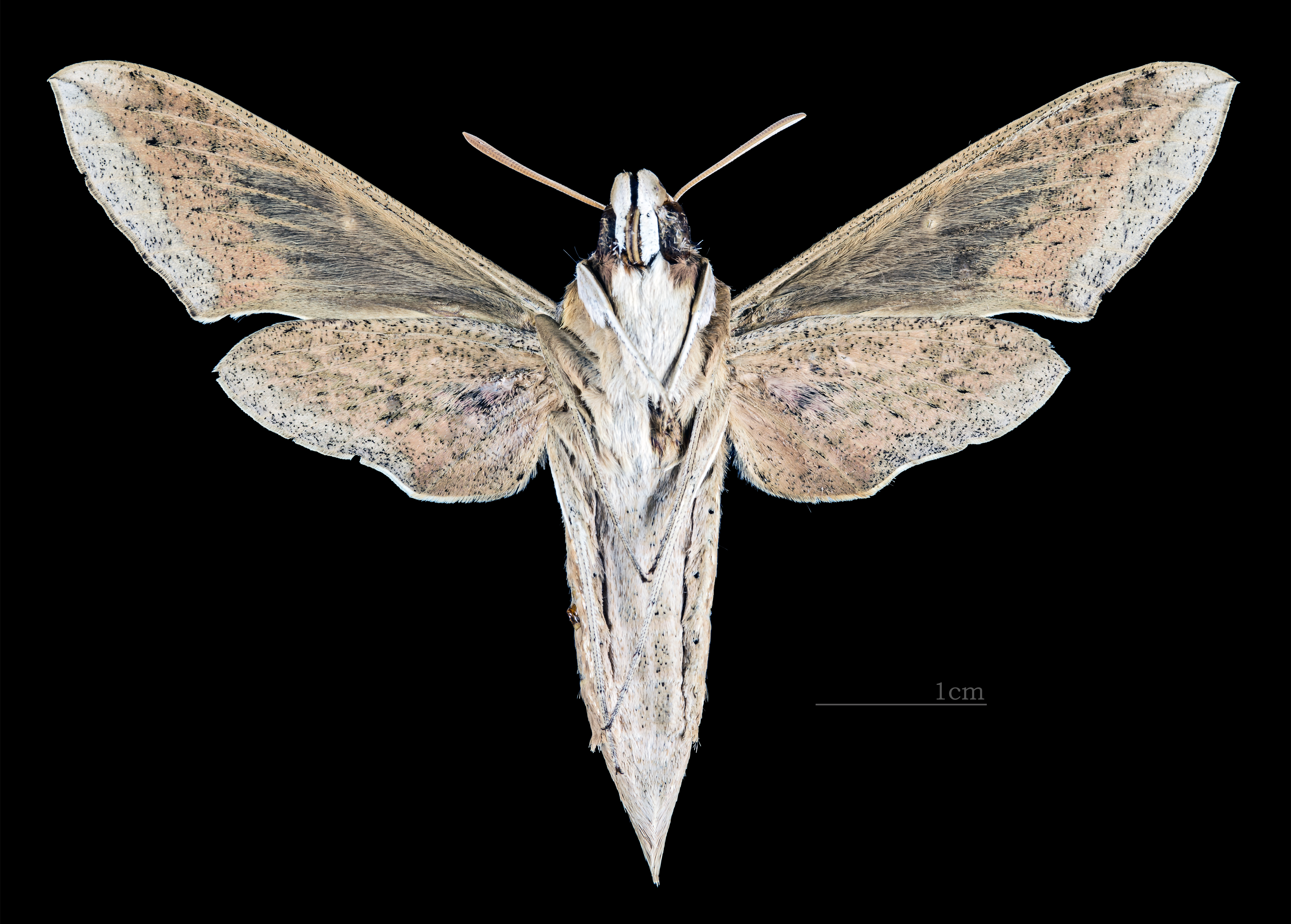
Hippotion celerio  ♀ △